# Neotegenaria
Neotegenaria is een geslacht van spinnen uit de  familie van de Agelenidae (trechterspinnen).

## Soort
- Neotegenaria agelenoides Roth, 1967